# Делова, Екатерина Александровна
Екатерина Александровна Делова (укр. Катерина Олександрівна Дєлова; род. 27 июля 1983 года) — украинская пловчиха в ластах.

## Карьера
Начала заниматься подводным плаванием в 1992 году. Первым тренером была Делова Ирина Александровна. С 2000 года тренируется под руководством заслуженного тренера Украины А. Н. Ляшенко.
Чемпион мира. Шестикратный призёр чемпионатов мира.
Трехкратный чемпион Европы. Одиннадцатикратный призёр чемпионатов Европы.
Старший преподаватель Харьковского педагогического университета.